# Теракт в Кизляре (2018)
Тера́кт в Кизля́ре — террористический акт, совершённый 18 февраля 2018 года в Кизляре (Дагестан, Россия).

## История
22-летний Халил Омарович Халилов, 1995 года рождения, уроженец селения Кидеро Цунтинского района Дагестана, проживавший в селе Рассвет Тарумовского района республики Дагестан (Российская Федерация), вооружённый длинным ножом и охотничьим ружьём, 18 февраля 2018 на своей машине приехал в Кизляр. Между 16:00 и 16:30 по местному времени с криком «Аллах Акбар!» он открыл стрельбу по людям, выходившим из приходского храма Великомученика Георгия Победоносца Русской православной церкви в Кизляре после богослужения Прощёного воскресения. По данным РосБизнесКонсалтинг, с 2017 года он был членом «спящей ячейки» Исламского государства.
Бездомная Ирина Мелькомова, которая часто сидела возле храма на лавочке и просила милостыню, побежала на террориста и стала бить его сумкой. Он убил её выстрелом в грудь. Пока террорист отвлекался на бездомную, к храму успел вернуться на звук выстрелов казак Сергей Пресняков. Увидев, как незнакомец стреляет в людей, Пресняков попытался отвлечь внимание террориста, крича: «Стреляй в меня, в меня стреляй!». Халилов развернулся и выстрелил два раза, но промахнулся, Пресняков остался в живых.
После этого Халилов начал «ломиться, стучать и стрелять» в двери храма, которые настоятель Павел Каликин и около 50 оставшихся в храме прихожан (в основном женщин и детей) успели запереть изнутри. Настоятель пытался дозвониться до экстренных служб, пономари храма поднялись на колокольню и стали бить тревогу в колокола. Халилов, поняв, что в храм ему не попасть, решил уйти.
Вскоре подъехал наряд полиции, и завязалась перестрелка. Халилов первым обстрелял служебную машину, ранив двоих полицейских. При попытке скрыться нападавший был убит на месте сотрудниками Росгвардии (по другим данным — ОМОНа), дежурившими невдалеке от места преступления.
Жертвами Халилова стали пять человек (четыре пожилые женщины погибли на месте, одна скончалась в больнице). Ещё пять человек, включая двоих полицейских, он ранил, двух — тяжело. Одна женщина в особо тяжёлом состоянии спецрейсом была отправлена в Москву, ей и ещё одной женщине были сделаны операции.
20 февраля 2018 года в Кизляре состоялись отпевание и похороны пяти погибших женщин. Проститься с ними пришли около пяти тысяч человек.

### Исламское государство
Перед совершением преступления Халил Халилов записал видеообращение с присягой главе «Исламского государства» Абу Бакру аль-Багдади. При этом он позировал на фоне флага «Исламского государство» с ружьём и длинным боевым ножом с выгравированной на нём шахадой. На видео он называл свою акцию «возмездием» и говорил, что это «месть за войну в Сирии». Он призвал сторонников совершать теракты в России, в том числе во время Чемпионата мира по футболу и посоветовал запасаться оружием, чтобы во время проведения спортивных мероприятий атаковать людей любыми способами.
Связанный с «Исламским государством» сайт «Амак» заявил, что нападавший был «воином Исламского государства». «Исламское государство» взяло на себя ответственность за нападение, заявив, что его совершил один из её «солдат», не представив доказательств; группировка заявила также, что Халила Халилова звали Халил ад-Дагестани.

## Последствия
Сразу после нападения все православные храмы Дагестана были взяты под вооружённую охрану.
В Следственном комитете России по факту нападения было возбуждено уголовное дело по части 2 статьи 105 УК РФ (убийство двух и более лиц) и статьи 317 УК РФ (посягательство на жизнь сотрудника правоохранительного органа). Официальный представитель Следственного комитета Светлана Петренко отметила, что версия теракта также отрабатывается. Дело было взято под контроль председателем СК РФ Александром Бастрыкиным. Уголовное дело о стрельбе рядом с православным храмом в городе Кизляр было прекращено 18 ноября 2018 года «в связи со смертью подозреваемого (обвиняемого)».
На похороны погибших пришло около пяти тысяч человек. Многие из присутствовавших на панихиде говорили, что запугать их и заставить покинуть родной Кизляр не получится. Все погибшие были похоронены внутри церковной ограды храма. На месте их погребения планировалось возвести православную часовню.
На входе в храм Георгия Победоносца уже в 2018 была установлена рамка металлодетектора. До нападения постоянной охраны у собора не было.
После нападения прихожан в храме стало больше; поддержка приходу с их стороны — ощутимее.

## Реакция

### Религиозные лидеры
- Патриарх Русской Православной Церкви Кирилл: «Погибли наши сестры во Христе, выходившие из церкви после Божественной службы. Убийство невинных людей на пороге храма ― это страшное и циничное преступление, которое не имеет и не может иметь никаких оправданий. Совершить его могли лишь те, чьи сердца исполнены сатанинской злобы и ненависти, в ком нет духа мира и любви. Молюсь Господу нашему Иисусу Христу о скорейшем выздоровлении раненых, об укреплении потерявших родных и об упокоении невинно убиенных рабов Божиих Веры, Людмилы, Надежды, Ирины и Веры в селениях праведных»[19].
- Епископ РПЦ Варлаам Махачкалинский выразил соболезнование близким и родным погибших и отметил, что «горе объединило христиан, мусульман и иудеев Дагестана»[7]. Он сказал: «Глубочайшей скорбью отозвалась в моем сердце весть о страшной трагедии, случившейся по окончании вечернего богослужения в соборе святого великомученика Георгия Победоносца в г. Кизляре. Зная безграничную любовь Отца нашего Небесного, верую, что рабы Божии, призванные Им сегодня, в преддверии Великого поста, в числе первых унаследуют Царствие Божие, ибо нелживы слова Спасителя „Бог же не есть Бог мертвых, но живых, ибо у Него все живы“. Уповаю на милость Человеколюбца Господа и молю Его о даровании мужества, душевных сил и телесной крепости близким и родным погибших и раненных в этой кровавой бойне»[20].
- В Муфтияте Дагестана осудили нападение, а нападавшего назвали «ваххабитом»:[21] «Ваххабиты, прикрывающиеся сегодня псевдоисламом, ничего общего с исламом не имеют. Выражаем искренние соболезнования родным и близким погибших и пострадавшим… Муфтият Республики Дагестан решительно осуждает любые проявления насилия»[3].
- Имам Кизлярского района Муслим Газимагомедов от имени мусульман Дагестана выразил соболезнования в адрес родных и близких погибших. По словам имама, «такие трагедии укрепляют людей в вере»[7].
- Межрелигиозный совет России выступил с заявлением: «Мы, главы и представители традиционных религий России, с глубокой болью восприняли известие о нападении на православных верующих в г. Кизляре… Убийца совершил нападение в Прощеное воскресенье — день, когда православные христиане по традиции стараются примириться со всеми. Это изобличает человеконенавистническую идеологию экстремизма, показывая истинное лицо служителей сатаны, прикрывающих свои преступные деяния именем Бога. Целью террориста и его вдохновителей является разжигание межрелигиозной розни, разрушение многовековых традиций мирного сосуществования христиан и мусульман в России. Религиозные лидеры нашей страны призывают сделать все возможное, чтобы не допустить этого… Призываем руководство и сотрудников спецслужб сделать все возможное, чтобы лица, примкнувшие к террористическим организациям и пропитанные человеконенавистнической идеологией, были выявлены и обезврежены до того, как они совершат преступления. Призываем все наше общество к миру, согласию и солидарности. Пусть постигшая нас общая беда ещё теснее сплотит нас»[22].

### Россия
- Президент России Владимир Путин осудил инцидент и заявил, что будет начато расследование для выяснения фактов. Он также выразил соболезнования и солидарность семьям погибших[источник не указан 1334 дня].
- Временно исполняющий обязанности главы Республики Дагестан Владимир Васильев выразил соболезнования родным и близким погибших, и пожелал выздоровления пострадавшим[23]. Он заявил: «Сегодня в г. Кизляре произошла трагедия. На территории Храма Георгия Победоносца были убиты и ранены люди. Сотрудниками полиции преступник уничтожен. Выражаю самые глубокие соболезнования родным и близким погибших и желаю всем пострадавшим скорейшего выздоровления.. Руководство Дагестана окажет всю необходимую поддержку семьям погибших и пострадавшим»[24].
- Глава Чечни Рамзан Кадыров выразил соболезнования, заявив: «Я потрясён кровавым событием в Кизляре. В результате открытого местным жителем из охотничьего ружья огня погибли и пострадали люди. Этому нет и не может быть никакого оправдания. Преступник не является мусульманином или христианином!.. Это преступник, уголовник, убийца… Уверенно можно говорить, что бандит и его покровители, если таковые были, не имеют ни прямого, ни косвенного отношения к исламу. Северный Кавказ всегда отличался наличием тесного сотрудничества и взаимопонимания между мусульманами и христианами. Мы и сегодня обязаны пресечь любые попытки провокаторов и врагов России посягнуть на это бесценное достояние»[25].[26]
- Полпред президента в Северо-Кавказском федеральном округе Олег Белавенцев заявил: «Это деяние невозможно ничем оправдать. Но хочу со всей уверенностью заявить — деструктивным силам, какими бы идеями они ни прикрывались и в какие бы одежды ни рядились, не удастся внести разлад в мирные и уважительные отношения между представителями разных конфессий, проживающими на Северном Кавказе. Правоохранительные органы примут исчерпывающие меры для изобличения вдохновителей этого чудовищного и циничного преступления»[25].

### Международная реакция
- Генеральный секретарь ОБСЕ Томас Гремингер[англ.] назвал стрельбу «бессмысленным и отвратительным актом насилия»[27].
- Министерство иностранных дел Ирана осудило нападение. Официальный представитель МИД Ирана Бахрам Касеми выразил соболезнования народу и правительству Республики Дагестан, в частности семьям жертв теракта[25][28].
- Президент Венесуэлы Николас Мадуро осудил нападение, назвав его «достойным сожаления»[29].
- Министерство иностранных дел Франции осудило теракт, направленный против православной церкви в городе Кизляр Республики Дагестан, ответственность за который взяло на себя «Исламское государство»: «Сегодня наши мысли с семьями погибших, а также с ранеными и их близкими. Мы заверяем Россию в нашей солидарности»[30].

## Мнения
Журналисты московского издания «Новая газета» назвали данную трагедию «терактом быстрой сборки» и считали, что «нападение на прихожан в Кизляре иллюстрируют новую тактику „индивидуального террора“».
Профессор международного права Бахтияр Тузмухамедов считает Халилова «одиноким волком» — боевиком, совершающим акт устрашающего насилия вне видимой связи с террористической организацией.
Настоятель храма, подвергшегося нападению, отец Павел Каликин уверен, что нападение было спланировано и считает, что преступник собирался войти в церковь во время богослужения и начать стрелять внутри храма, но не знал, что именно эта служба закончилась раньше обычного и часть прихожан уже успела разойтись.

## Память
18 февраля в годовщину теракта в Кизляре с 2019 года ежегодно проводятся траурные мероприятия.
В 2019 году участие в траурных мероприятиях приняли около 300 человек со всего Северного Кавказа. Присутствовали заместитель председателя правительства Дагестана Рамазан Джафаров, главный федеральный инспектор по Дагестану Алексей Гасанов, народные депутаты, главы районов, жители города, православные священники со всей епархии, казаки практически всех регионов Северного Кавказа. В память о жертвах прошла поминальная служба в храме, после чего епископ Махачкалинский и Грозненский Варлаам отслужил панихиду на месте расстрела и захоронения прихожанок храма. Траурные мероприятия завершились минутой молчания.
В 2020 году в траурных мероприятиях приняли участие несколько сотен жителей города и района. По сообщению пресс-службы администрации Кизляра, на панихиде присутствовали главы Кизляра, Кизлярского и Тарумовского районов и представители казачества К месту захоронения были возложены венки и цветы.
В 2021 году, в третью годовщину со дня трагедии, по данным пресс-службы администрации города, почтить память погибших собрались родные, близкие и горожане; епископ Махачкалинский и Грозненский Варлаам отслужил панихиду на месте расстрела и захоронения пяти прихожанок.
Патриарх Московский и всея Руси Кирилл в 2018 году наградил медалью Славы и Чести I степени сотрудника Росгвардии старшего сержанта Солтан-Сагид Хизриева и сотрудника полиции старшего сержант Магомеда Рамазанова, раненых в ходе завязавшегося боя. По благословению Патриарха Кирилла Надежда Кушнарева и Наталья Плетухина, а также родственники погибших получили иконы Воскресения Христова. В память о подвиге Ирины Мелькомовой икона передана храму Георгия Победоносца.

## В кинематографе
В 2021 году начальник отдела анализа и информации Управления по внутренней политике Администрации Махачкалы Абдурашид Магомедов и пресс-секретарь мэрии Кизляра Селминаз Салихова сняли о теракте 2018 года в Кизляре документальный фильм «Пять невинных жертв теракта». В октябре 2021 года фильм переведён на турецкий язык[значимость факта?].